# Försvarsutbildningsföreningen
Försvarsutbildningsföreningen (finska: Maanpuolustuskoulutusyhdistys, MPK) är en finländsk frivilligorganisation som startade sin verksamhet den 1 januari 2008, då lag om frivilligt försvar (556/2007) trädde i kraft. 
Försvarsutbildningsföreningen ersatte den registrerade föreningen Försvarsutbildning, vilken grundats i december 1993. Till skillnad från den tidigare föreningen är Försvarsutbildningsföreningen en offentligrättslig förening, vars verksamhet och administrativa riktlinjer är fastställda i finländsk lag. Medlemskap kan ges till finska medborgare från 15 års ålder, som då kan delta i frivillig försvarsutbildning. 
Försvarsutbildningsföreningen ordnar årligen omkring 1 400 kurser, i vilka omkring 34 000 personer deltar. Föreningen stödjer Försvarsmakten och civila organisationer i fred och krissituationer. Förbundet är en av medlemsorganisationerna i Försvarsfrämjandet och har 14 egna medlemsföreningar, bland dem Nylands brigads gille.